# Nordland (race bovine)
Pour les articles homonymes, voir Nordland.
La nordland est une race bovine norvégienne. En norvégien, elle se nomme sidet trønderfe og nordlandsfe ou rørosfe.

## Origine
Elle appartient au rameau des races nordiques, descendante du bétail élevé par les Vikings. Elle est originaire des comtés de Nordland, Nord-Trøndelag et Sør-Trøndelag au centre-nord la Norvège. 
Le livre généalogique a été ouvert en 1952. Dans les années 1960, des mâles pie rouge de Norvège ont été utilisés. Après avoir été en danger de disparition, l'effectif en 2001 était de 1000 femelles dont 800 inscrites au registre et 72 mâles. 95 % de femelles reproduisent en race pure. Afin de préserver l'avenir de la race, des paillettes de semence de 65 taureaux étaient congelées en 1995.

## Morphologie
Elle porte une robe pie noire (il existe spontanément quelques pie rouge) avec une bande blanche qui court sur la ligne dorsale, la queue et le ventre. Les flancs sont finement mouchetés. Elle ne porte pas de cornes et les muqueuses sont noires. (mufle, tour des yeux) 
C'est une race de petite taille. La vache mesure 120 cm au garrot et pèse 350 kg. Le taureau mesure 140 cm pour 650 kg. 

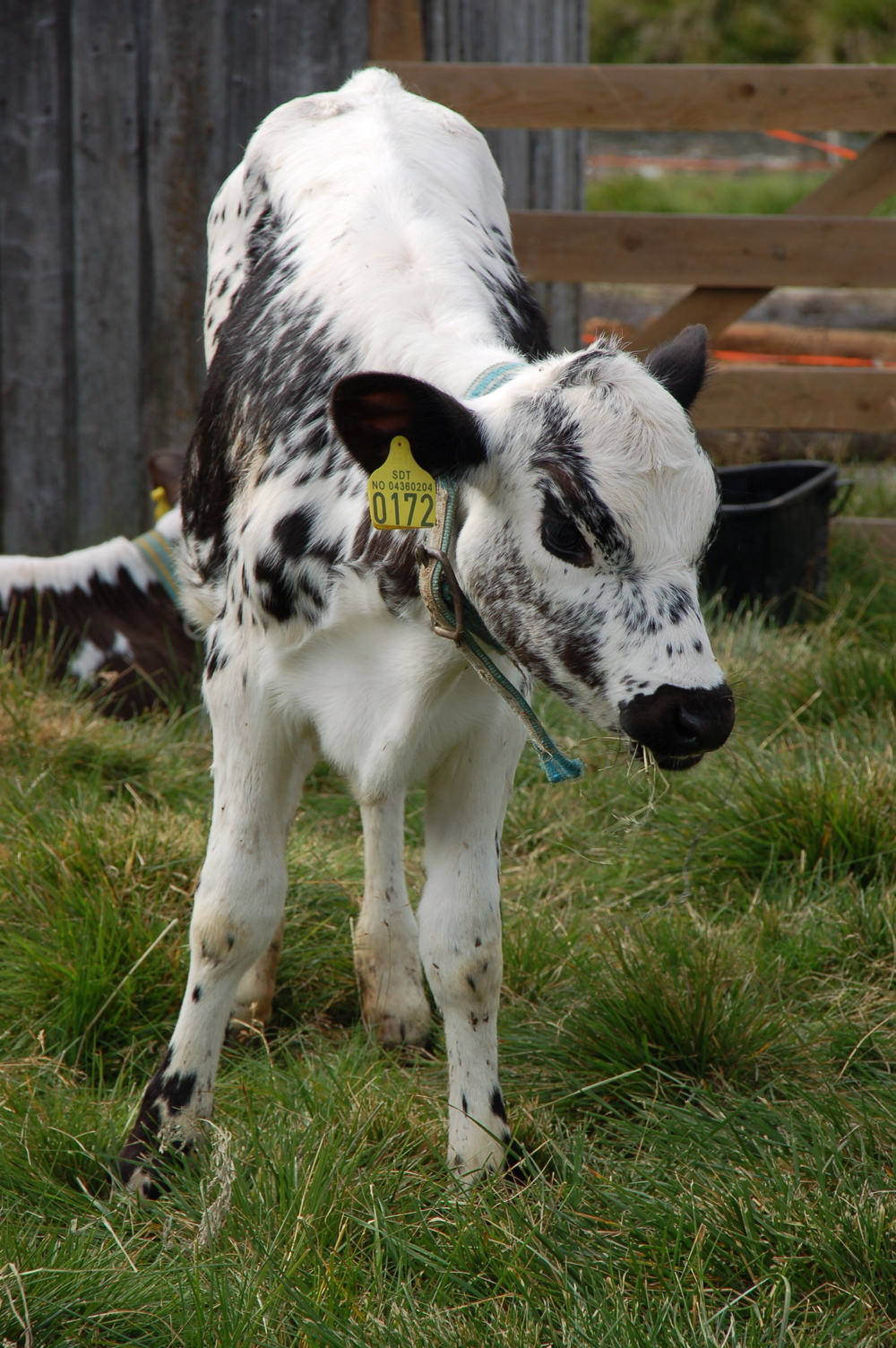
Joli veau de race nordland

## Aptitudes
Elle est classée mixte avec prédominance laitière. Elle donne un lait riche et les bêtes de réforme sont bien valorisées. 
Les vaches vêlent facilement et la race est bien adaptée à son aire d'élevage très septentrionale, proche du cercle polaire arctique.